# Заросляк периханський
Заросляк периханський (Atlapetes nigrifrons) — вид горобцеподібних птахів родини Passerellidae. Мешкає в Колумбії і Венесуелі. Деякими дослідниками вважається підвидом жовтоволого заросляка (Atlapetes latinuchus).

## Опис
Довжина птаха становить 17 см. Верхня частина тіла темно-сіра, нижня частина тіла жовта. Крила і хвіст чорні. Голова чорна. на лобі і тімені охриста смуга. Молоді птахи мають подібне забарвлення, однак не мають смуги на голові

## Поширення і екологія
Периханські заросляки є ендеміками гірського масиву Сьєрра-де-Періха, що розташований на кордоні Колумбії і Венесуели. Живуть в гірських тропічних лісах і чагарниках на висоті від 1100 до 2850 м над рівнем моря.

## Збереження
МСОП вважає стан збереження цього виду близьким до загрозливого. Птахи потрепають від вирубування лісів і знищення природного середовища.